# Elatophilus
Elatophilus is een geslacht van wantsen uit de familie bloemwantsen (Anthocoridae). Het geslacht werd voor het eerst wetenschappelijk beschreven door Odo Reuter in 1884.

## Soorten
Het genus bevat de volgende soorten:

- Elatophilus matsucocciphagus Bu & L.Y. Zheng, 2001
- Elatophilus pachycnemis Horváth, 1907
- Elatophilus pilosicornis Lindberg, 1953

Subgenus Elatophilus Reuter, 1884
- Elatophilus antennatus Kelton, 1976
- Elatophilus brimleyi Kelton, 1977
- Elatophilus dimidiatus (Van Duzee, 1921)
- Elatophilus inimicus (Drake & Harris, 1926)
- Elatophilus minutus Kelton, 1976
- Elatophilus nigrellus (Zetterstedt, 1838)
- Elatophilus nigricornis (Zetterstedt, 1838)
- Elatophilus nipponensis Hiura, 1966
- Elatophilus oculatus (Drake & Harris, 1926)
- Elatophilus pini (Baerensprung, 1858)
- Elatophilus pullus Kelton & Anderson, 1962
- Elatophilus roubali Štys, 1959
- Elatophilus stigmatellus (Zetterstedt, 1838)

Subgenus Euhadrocerus Reuter, 1884
- Elatophilus crassicornis (Reuter, 1875)
- Elatophilus hebraicus Péricart, 1967
- Elatophilus pachycnemis Horvath, 1907
- Elatophilus pilosicomis Lindberg, 1953
- Elatophilus pinophilus Blatchley, 1928